# Тринаеста далматинска бригада
Тринаеста далматинска бригада формирана је 21. септембра 1943. као Јужнодалматинска бригада од Јужнодалматинског НОП одреда и нових бораца са Корчуле, Ластова и Мљета и полуострва Пељешца. Имала је четири батаљона са око 1350 бораца. У октобру је реорганизована и преименована у Тринаесту далматинску бригаду. Са формирањем 26. дивизије ушла у њен састав и учествовала у одбрамбњеним борбама током новембра и децембра 1943. на Пељешцу и Корчули. Током немачке операције „Хербстгевитер II“ од 22. до 26. децембра 1943. на Корчули претрпела је тешке губитке. 
Тринаеста далматинска бригада се након борби на Корчули пребацила на Вис, а одатле у јануару 1944. на копно, у северну Далмацију, где је привремено дејствовала са 19. дивизијом. Крајем јануара 1944. ушла је у састав 9. дивизије. Првих месеци 1944. водила је борбе на подручју Босанског Грахова и Ливна и у Цетинској долини. За време немачког десанта на Дрвар успешно се борила против Немаца и четника код Босанског Грахова, Пеуља и Тичева где је у садејству са 4 (сплитском) бригадом спречила Немце да се преко Пеуља пробију на Тичево. У јулу се успешно борила са четницима у Голубићу и Стрмици и учествовала у нападу на Врлику, а у августу се са целом. 9. дивизијом пребацила у Лику, где је дејствовала на комуникацији Острић — Србски Кланац. Крајем августа учествовала је у нападу на Грачац. Почетком септембра извела је успешан напад на немачку колону на комуникацији Книн — Бихаћ, а 13. септембра истакла се у нападу на Доњи Лапац. У октобру је учесвовала у ослобођењу Ливна и чишћењу усташа на подручју Посушја и Широког Бријега, а у фебруару 1945. у мостарској операцији. Због увођења тројне формацје у Југословенској армији расформирана је 15. марта 1945, а њеним људством попуњене су бригаде 9. дивизије.
Крајем децембра 1944. имала је 1.753 бораца. Тринаеста далматинска бригада је одликована Орденом заслуга за народ са златном звездом и Орденом братства и јединства са златним венцем.